# Culture de Tisza
La culture de Tisza est une culture archéologique du Néolithique moyen, qui s'est développée dans la plaine de Pannonie, en Hongrie, Transylvanie, et Slovaquie, d'environ 4 200 à 3 200 av. J.-C.